# Roma in Oekraïne
Met Roma in Oekraïne (Oekraïens: Цигани в Україні) worden in Oekraïne wonende etnische Roma of Oekraïners van Romani afkomst aangeduid. Bij de meest recente volkstelling van Oekraïne werden zo'n 47.586 Roma geregistreerd, waardoor zij 0,10% van de Oekraïense bevolking vormden. De Raad van Europa schatte het aantal Roma echter op ongeveer 260.000 personen (0,57% van de bevolking), uitlopend van minimaal 120.000 tot maximaal 400.000 personen.

## Aantal

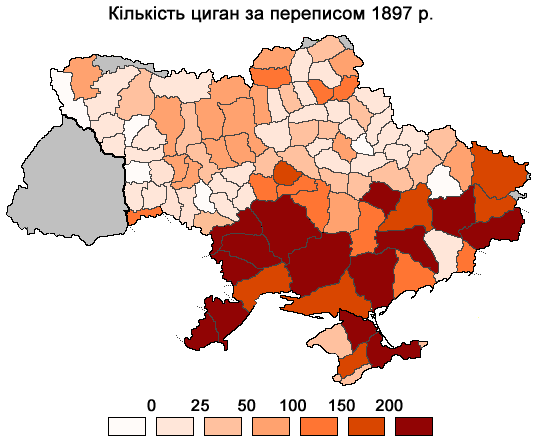
Verspreiding van de Roma in 1897

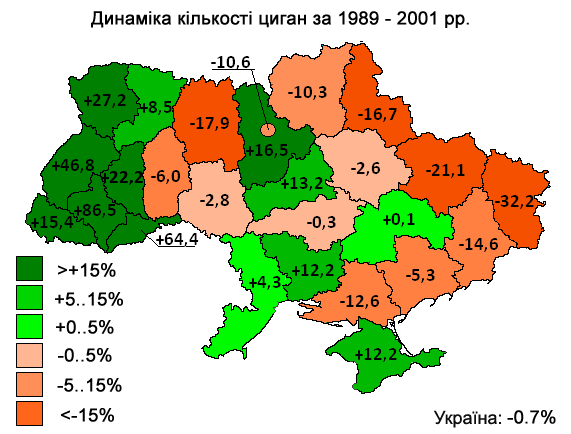
Ontwikkeling van het aantal Roma tussen 1989-2001 per oblast (in %)

In de Sovjetvolkstelling van 1897 werden er 10.031 Roma in Oekraïne geteld. Ondanks de Porajmos nam het aantal Roma in Oekraïne tussen 1939 en 1959 toe, vooral vanwege de annexatie van West-Oekraïne. Tot het uiteenvallen van de Sovjet-Unie nam het aantal Roma jaarlijks toe. Tussen de Sovjetvolkstelling van 1989 (47 917) en de Oekraïense volkstelling van 2001 (47 587) is het aantal geregistreerde Roma met 330 personen afgenomen (-0,7%). In grote delen van het oosten van Oekraïne nam het aantal Roma in deze periode drastisch af: -32,2% in Oblast Loehansk, -21,1% in Oblast Charkov en -16,7% in Oblast Soemy. Daarentegen nam het aantal Roma in het westen van Oekraïne toe: +86,5% in Oblast Ivano-Frankivsk, +64,4% in Oblast Tsjernivtsi en +46,8% in Oblast Lviv.
Ontwikkeling van het aantal Roma in Oekraïne (1897-2001)

## Taal

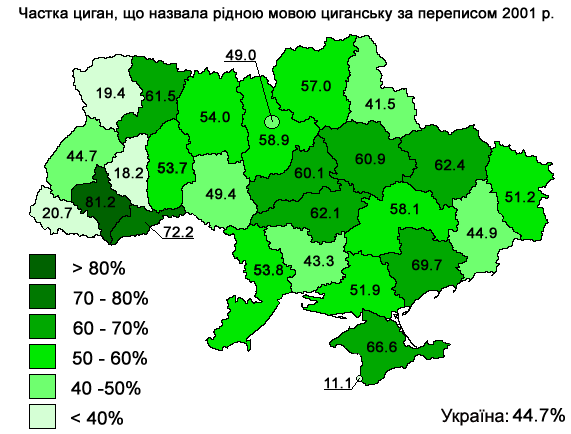
Verspreiding van het percentage Romani-sprekers in Oekraïne

De Roma in Oekraïne spreken verschillende talen. Volgens de volkstelling van 2001 was het Romani, met 21 266 moedertaalsprekers, de grootste taal onder de Oekraïense Roma (44,7%). Het percentage van Romani-sprekers varieerde van 11% in Sebastopol tot 81% in de oblast Ivano-Frankivsk. Andere belangrijke talen onder de Roma waren het Oekraïens (21%), het Hongaars (19%) en het Russisch (13%). Het Hongaars werd vooral gesproken door de Roma die in de oblast Transkarpatië woonden (65,7% van de Roma sprak daar Hongaars als moedertaal). In de oblast Odessa sprak een minderheid van 8,7% van de Roma het Moldavisch, terwijl een nog kleinere minderheid van de Roma op de Krim het Krim-Tataars sprak (1,8%).
| Moedertaal | 1970   | 1970   | 1989   | 1989   | 2001   | 2001   |
| ---------- | ------ | ------ | ------ | ------ | ------ | ------ |
| Romani     | 15 853 | 52,7 % | 28 074 | 58,6 % | 21 266 | 44,7 % |
| Oekraïens  | 4 760  | 15,8 % | 5 915  | 12,3 % | 10 039 | 21,1 % |
| Russisch   | 3 723  | 12,4 % | 4 928  | 10,3 % | 6 378  | 13,4 % |
| Hongaars   | 5 755  | 19,1 % | 8 083  | 16,9 % | ~8 900 | 18,7 % |
| Anders     | 5 755  | 19,1 % | 917    | 1,9 %  | 203    | 0,4 %  |